# 9584 Louchheim
9584 Louchheim è un asteroide della fascia principale. Scoperto nel 1990, presenta un'orbita caratterizzata da un semiasse maggiore pari a 2,4205517 au e da un'eccentricità di 0,2336947, inclinata di 6,21009° rispetto all'eclittica.
L'asteroide è dedicato all'educatore statunitense Thomas Louchheim.